# 張賢 (弘治進士)
張賢（1467年—？），字守愚，河南開封府睢州人，民籍，明朝政治人物。

## 生平
河南鄉試第七十二名舉人。弘治十五年（1502年）中式壬戌科會試第七十七名，三甲第一百零九名進士。授行人，正德元年（1506年）八月选授禮科給事中，正德三年与监察御史阎睿等奏查盘甘肃洮岷等粮料银两草束之类，十月升吏科右，四年四月升本科左，七月升山西按察司佥事，七年四月坐纵贼楊虎当降黜，後都察院查明其无罪，恢复原职。

## 家族
曾祖張敬先；祖父張淳；父張寧，母陸氏；繼母吳氏。严侍下。